# Alderminster
Alderminster – wieś w Anglii, w hrabstwie Warwickshire, w dystrykcie Stratford-on-Avon. Leży 18 km na południe od miasta Warwick i 127 km na północny zachód od Londynu.